# Планета людей
«Планета людей» (фр. Terre des hommes, в русском переводе также «Земля людей») — документально-публицистическая книга писателя Антуана де Сент-Экзюпери, опубликованная в 1939 году.
Книга посвящена лётчику Анри Гийоме. Повествование ведётся от первого лица.

## Содержание

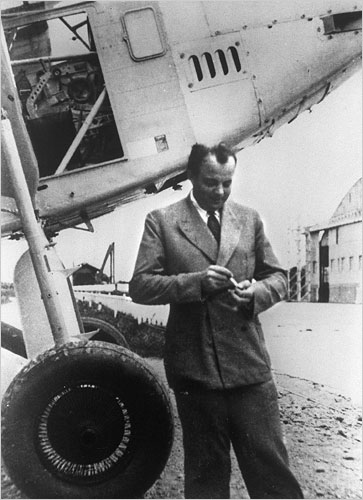
Сент-Экзюпери. 1933

Книга открывается очерком «Линия»; в ней автор вспоминает о начале работы на авиалинии «Латекоэр», подготовке к первому полёту и советах, которые накануне «боевого крещения» дал ему Анри Гийоме, уже изучивший самые сложные маршруты и посадочные площадки. Это был любопытный урок географии: опытный пилот рассказывал о растущих близ Гуадиса апельсиновых деревьях, о жителях маленькой фермы неподалёку от Лорки, о тридцати драчливых баранах, пасущихся на лугу; карта Испании после занятий с Гийоме приобрела сказочный вид.
История об отваге самого Гийоме включена в главу «Товарищи». Отправившись зимой в рейс через Анды, лётчик пропал на несколько суток; поиски ни к чему не привели; даже чилийские контрабандисты, обычно легко соглашающиеся за несколько франков создать спасательную группу, отказались в такую погоду идти на вершины. Позже выяснилось, что во время сильного бурана Гийоме долго искал площадку для посадки. Ему удалось приземлиться в районе озера Лагуна Диаманте. В кабине своей машины, обложившись почтовыми мешками, он долго пережидал метель, а затем в течение пяти дней без ледоруба и еды передвигался при сорокаградусном морозе через горные перевалы.
Воспринимая самолёт как «орудие познания», автор детально описывает свои наблюдения через окно иллюминатора, в котором картинки меняются одна за другой (глава «Самолёт и планета»). На пути к Магелланову проливу можно увидеть придавившие равнину потоки застывшей лавы — остатки вулканических извержений. Потом идут более древние вулканы, в кратерах которых растут деревья; позже появляется стихийная буйная зелень, сменяемая садами и фонтанами Пунта-Аренас — самого южного города на планете (на 2018 год — для населения больше 100 тыс.).
Рассказывая про Сахару (глава «В пустыне»), Экзюпери вспоминает о встрече со старым сержантом, несущим службу на отрезанном от мира форте Нуакшот в Мавритании. Пилотов, которые после аварии попали к нему в дом, хозяин встретил как самых дорогих гостей. Плача от радости, сержант сообщил, что люди, доставляющие провизию, появляются в его укреплении раз в полгода, и все эти месяцы он живёт ожиданием встречи.

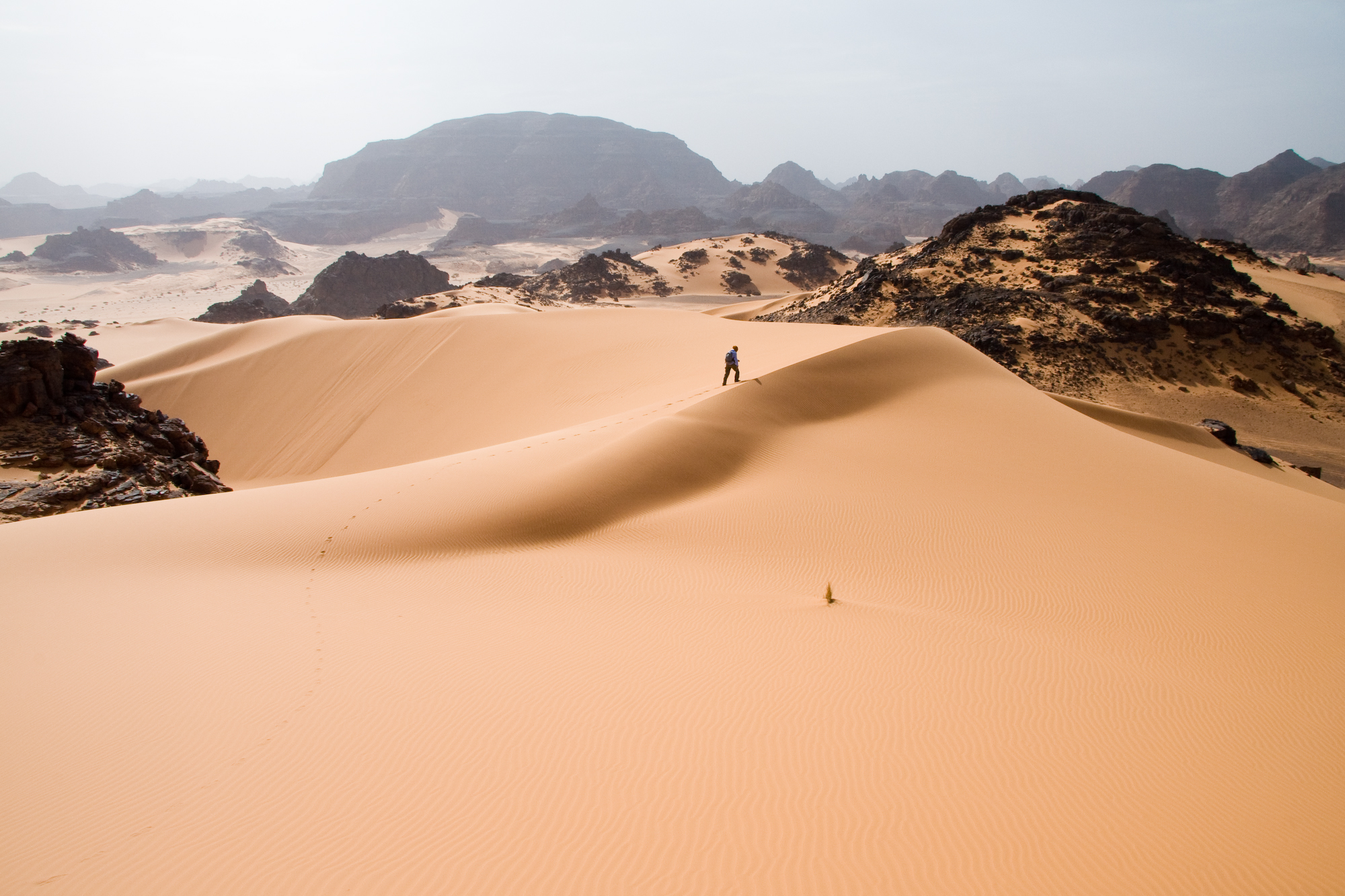
Ливийские пески, описанные в главе «Сердце пустыни»

Глава «В сердце пустыни» — это история о том, как в условиях плохой видимости самолёт, управляемый Экзюпери, врезался в пески. Во время аварии бак разбился, бензин вытек, воды в термосе почти не осталось. Немного кофе и белого вина, гроздь винограда и один апельсин — этих припасов в пустыне хватило на несколько часов. Вместе с напарником — механиком Прево — Экзюпери пытался выбраться из песчаной западни, но куда бы они ни шли, везде видели только бесконечную пустыню. Днём она иссушала их тела, ночью изводила ледяным ветром. Один за другим возникали миражи. Обессиленные путники уже падали через каждые пятьдесят метров. Наконец они наткнулись на след человеческой ноги и поняли: спасение где-то рядом. Бедуин с верблюдом, появившийся из-за пригорка, был воспринят ими как некий бог, шагающий по водам. Приникнув к поданному им тазу с водой, они долго не могли утолить жажду и удивлялись тому, что прежде не ценили это «бесконечное простое счастье».
В целом книга является размышлением автора о жизни и предназначении человека. В частности, Сент-Экзюпери в связи со своим опытом журналиста на гражданской войне в Испании пишет о фронтовом братстве как способе преодолеть серую обыденность жизни. Но он приходит к выводу, что война — это лишь суррогат истинного существования:

Мир стал пустыней, и все мы жаждем найти в ней товарищей; ради того, чтобы вкусить хлеба среди товарищей, мы и приемлем войну. Но чтобы обрести это тепло, чтобы плечом к плечу устремиться к одной и той же цели, совсем незачем воевать. Мы обмануты. Война и ненависть ничего не прибавляют к радости общего стремительного движения.
Чего ради нам ненавидеть друг друга? Мы все заодно, уносимые одной и той же планетой, мы — команда одного корабля. Хорошо, когда в споре между различными цивилизациями рождается нечто новое, более совершенное, но чудовищно, когда они пожирают друг друга.

## История создания и публикаций
В 1938 году, пытаясь совершить перелёт по маршруту Нью-Йорк — Огненная Земля, Экзюпери потерпел аварию в Гватемале: его самолёт рухнул, едва поднявшись над аэродромом. Механик погиб, пилот попал в госпиталь с тяжёлыми переломами. Перевезённый для лечения в Нью-Йорк в крайне подавленном состоянии, он по настоянию своего литературного наставника Жана Прево приступил к систематизации ранее опубликованных статей и написанию новых заметок «для себя»; из этого материала впоследствии сложилась «Планета людей» (в договоре с американским издательством она именовалась «Ветер, песок и звёзды»).
Во Франции книга вышла в начале 1939 года в издательстве Галлимар, имела читательский успех и получила Большую премию Французской академии. В постановлении о присуждении отмечалось о необходимости «привлечь внимание к подлинному таланту, которого вынужденное молчание долгие годы держало в тени». Сотрудники типографии, в которой печаталась «Планета людей», преподнесли Экзюпери специально выпущенный экземпляр, напечатанный на авиационном полотне.
Об ажиотаже вокруг сборника свидетельствует запись в дневнике Марины Цветаевой, которая накануне отъезда из Франции с трудом нашла его в одном из книжных магазинов:
Это было 12-го июня 1939 г., в понед<ельник>, в 7 ч. 15 мин. Последнее, что я сдел<ала> — купила — Terre des Hommes (чудом! сама увидела, вопр<еки> продавщице, которая сказала, что — нет)...
Вскоре вышло американское издание книги со специально подготовленной главой «Человек и стихия». Читатели США встретили «Планету людей» не столь горячо, как европейские, однако критика была весьма доброжелательной. Книгу сравнивали с воспоминаниями писателя Джозефа Конрада «Зеркало морей»; пресса называла Экзюпери «Конрадом воздуха».
В СССР книга впервые вышла в 1957 году под названием «Земля людей»; её первым переводчиком был Гораций Велле, лично знавший писателя. Семь лет спустя увидел свет однотомник Экзюпери; в него, помимо других произведений, была включена книга «Terre des hommes» в переводе Норы Галь, озаглавленная «Планета людей». Смена названия была связана в том числе с «космическим мышлением» автора:
Он не дожил до космической эры. Но у него был взгляд космонавта. Он ощущал Землю так, как первые наши космонавты, – они восхищались её красотой и ощущали, какая она маленькая, уязвимая. Как же надо её беречь.

## Художественные особенности

Автограф Сент-Экзюпери

По своим художественным особенностям «Планета людей» близка к другим произведениям Экзюпери: и в «Южном почтовом», и в «Маленьком принце» присутствуют образы пустыни и звёздного неба; метафоры и сравнения порой перекликаются. Но в отличие от упомянутых книг «Планета…» не имеет традиционного сюжета: воспоминания о первых полётах чередуются в ней с рассказами об уроках и самоотверженности Гийоме; их сменяют очерки о старом сержанте и саха́рских приключениях, аварии в Ливийской пустыне и испанских впечатлениях. Каждый из очерков представляет собой самостоятельный законченный этюд; в то же время, будучи собранными вместе, они воспринимаются как единое произведение. Эту композицию, позволяющую свободно перемещать внутри сборника воспоминания и размышления, автор сравнивал «с ростом и развитием дерева».
Необычность творческого метода, используемого Экзюпери в «Планете людей», вызвала непонимание у некоторых критиков. Когда писателя упрекнули в отсутствии плана, он пояснил, что жёсткая схема в этой книге не нужна:
План в литературном произведении — это иллюзия логиков, историков и критиков. Ведь линии сил необходимо образуются вокруг сильного полюса. Как можно говорить о (предварительном) плане симфоний или скульптур, которые, будучи законченными, выглядят идеально стройными?
Говоря об особенностях языка Экзюпери, литературоведы отмечают его естественность, простоту и умение создавать внезапные метафоры из знакомых слов; используемый при этом приём контрастности делает текст особенно выразительным: «пейзаж сердца», «безнадёжно надеяться», «внести порядок в поражение», «плотность тишины».